# Pericard

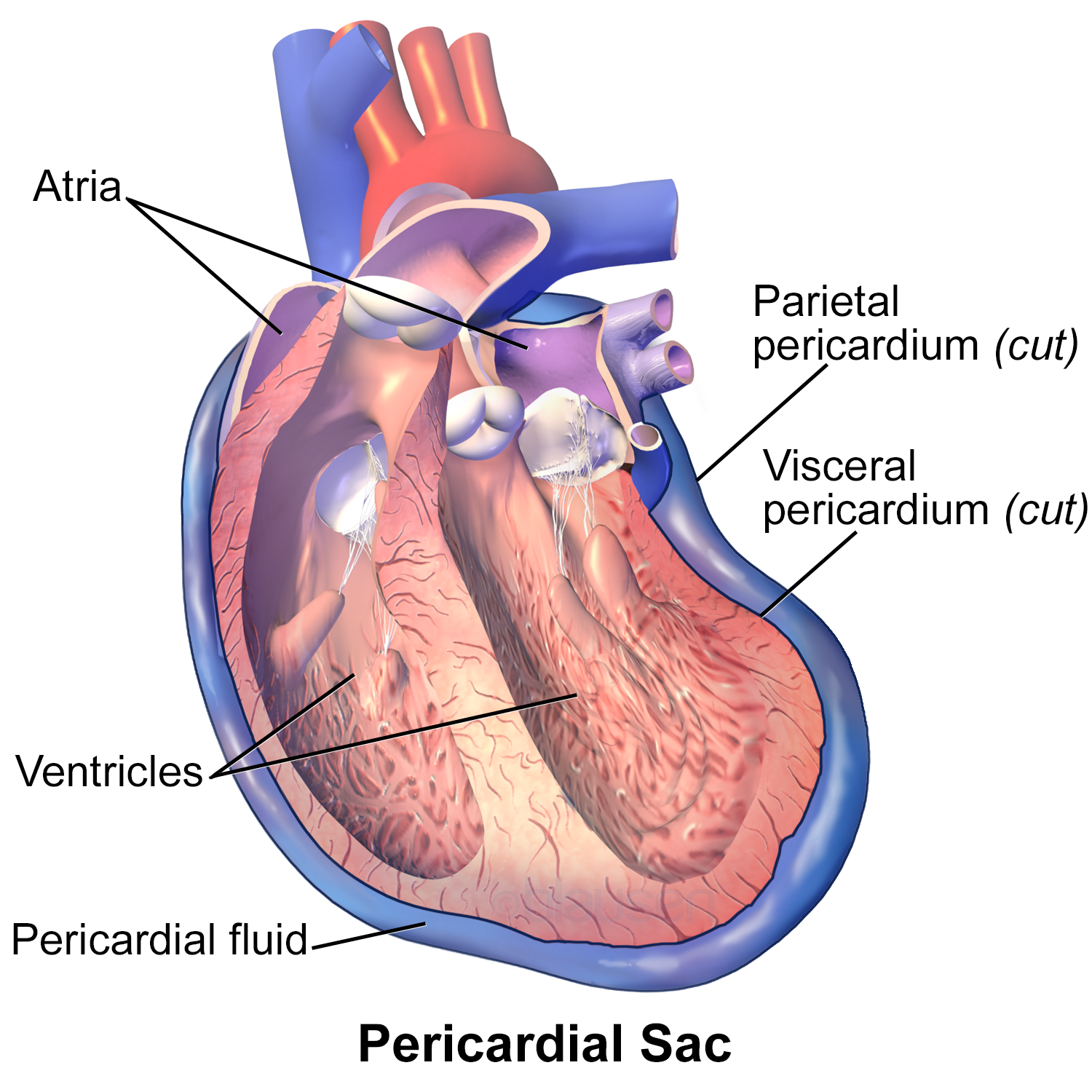
Hartzakje met daarin het hart

Het hartzakje of pericard (Latijn: pericardium, om het hart heen) is een taai ondoorzichtig vliesachtig zakje in de thorax waarin het hart zich bevindt. Het pericard ontstaat bij mensen in de vierde week na bevruchting uit het somatisch mesoderm.
Het pericard bestaat uit drie afzonderlijke delen. Als eerste het viscerale pericard – de binnenste, dunne laag van het dubbelvlies, dat direct om het hart zit en ermee vergroeid is. Vervolgens de pericardiale ruimte – de ruimte tussen de twee lagen van het dubbelvlies, die met vloeistof gevuld is. Tot slot het pariëtale pericard – de buitenste laag van het dubbelvlies, die ondoordringbaar en zeer stevig is. De binnenkant van het pariëtale pericard scheidt in de pericardiale ruimte een vloeistof af. Dankzij dit smeermiddel kunnen de twee lagen van het pericard gemakkelijker over elkaar glijden tijdens het pompen van het hart.
Bij openhartchirurgie moet het pericard worden geopend om bij het hart te komen.
De medische betekenis van het hartzakje komt vooral door twee aandoeningen die ermee te maken hebben:
- de pericarditis, een ontsteking van meestal virale oorsprong, waarbij de beweging van het hart in het hartzakje vaak pijnlijk is en bij beluisteren met een stethoscoop met wrijfgeluiden gepaard gaat. Soms kan hierdoor een opeenhoping van vloeistof rondom het hart optreden die zo groot wordt dat het hart zich bij het ontspannen (diastole) niet meer met bloed kan vullen door de tegendruk van het vocht in het hartzakje, om het hart heen. Dit heet harttamponnade en gaat gepaard met kortademigheid en bij ernstige gevallen met heftige benauwdheid. Aftappen van dit pericardvocht geeft dan onmiddellijk verlichting en kan levensreddend zijn.
- de traumatische harttamponnade waarbij, door een spontane scheur in de spierwand van het hart (meestal een paar dagen na een infarct) of door een verwonding van buitenaf (bijvoorbeeld messteek), bloed in het zakje om het hart stroomt en op dezelfde manier de diastole belemmert. Als het vocht of bloed niet snel verwijderd kan worden, is dit meestal fataal, soms zeer snel, binnen een paar minuten.